# Bożena Sadowska
Bożena Sadowska (ur. 15 grudnia 1961) – polska lekkoatletka, wieloboistka, medalistka mistrzostw Polski.

## Kariera sportowa
Była zawodniczką AZS Katowice.
Na mistrzostwach Polski seniorów na otwartym stadionie zdobyła jeden medal: brązowy w siedmioboju w 1982.
Rekord życiowy w siedmioboju – 5510 (14.07.1982 – według tabel obowiązujących od 1985).